# Wonlarowo (przystanek kolejowy)
Wonlarowo (ros. Вонлярово) – przystanek kolejowy w miejscowości Wonlarowo, w rejonie smoleńskim, w obwodzie smoleńskim, w Rosji. Leży na linii Moskwa - Mińsk - Brześć.